# Bourbonne-les-Bains
Bourbonne-les-Bains è un comune francese di 2 348 abitanti situato nel dipartimento dell'Alta Marna nella regione del Grand Est.

## Società

### Evoluzione demografica
Abitanti censiti

## Amministrazione

### Gemellaggi
- Weiskirchen, Germania